# تیگسایکلین
تیگسایکلین، که تحت نام تجاری Tygacil فروخته، یک آنتی‌بیوتیک تتراسایکلینی است که برای تعدادی از عفونت‌های باکتریایی استفاده می‌شود. این آنتی‌بیوتیک یک گلیسیل‌سایکلین است که به صورت داخل وریدی تجویز می‌شود. تیگسایکلین در پاسخ به افزایش رشد باکتری‌های مقاوم به آنتی‌بیوتیک مانند استافیلوکوکوس اورئوس، اسینتوباکتر بومانی و اشریشیا کلی ایجاد شد. به عنوان یک آنتی‌بیوتیک مشتق از تتراسایکلین، تغییرات ساختاری آن فعالیت درمانی آن را گسترش داده و شامل ارگانیسم‌های گرم مثبت و گرم منفی، از جمله آنهایی که دارای مقاومت به چند دارو هستند، نیز می‌شود.
این دارو در ۱۷ ژوئن ۲۰۰۵ توسط سازمان غذا و داروی ایالات متحده (FDA) تأیید شد. در آوریل ۲۰۰۶ برای استفاده پزشکی در اتحادیه اروپا نیز تأیید شد.
تیگسایکلین در سال ۲۰۱۹ از فهرست داروهای ضروری سازمان بهداشت جهانی حذف شد. سازمان بهداشت جهانی تیگسایکلین جز داروهای بسیار مهم برای انسان طبقه‌بندی کرده‌است.